# 1er corps d'armée (Belgique)
Le 1er corps d'armée belge, est un corps d'armée belge, actif pendant la Première Guerre mondiale, la Seconde Guerre mondiale et la Guerre froide.

## Seconde Guerre mondiale
Au cours de la bataille de Belgique de 1940, il a d'abord tenu les défenses de Liège, mais est forcé de battre en retraite par le 16e corps d'armée allemand. L'attaque du fort d'Eben-Emael se déroule le long de la ligne de défense du corps. Les planificateurs allemands ont reconnu la nécessité d'éliminer le fort d'Eben-Emael si leur armée voulait pénétrer à l'intérieur de la Belgique. Ils décident de déployer des forces aéroportées (Fallschirmjäger) pour atterrir à l'intérieur du périmètre de la forteresse à l'aide de planeurs. Utilisant des explosifs spéciaux et des lance-flammes pour neutraliser les défenses, les Fallschirmjäger pénètrent ensuite dans la forteresse. Au cours de la bataille, l'infanterie allemande vient à bout des défenseurs de la 7e division d'infanterie du 1er corps belge en 24 heures.

## Service après-guerre

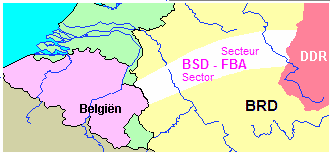
Secteur du plan général de défense des corps d'armée de l'OTAN pour le 1er corps d'armée (BE). Juste au nord se trouve le 1er corps britannique et au sud, au-delà de la frontière du groupe d'armées central, le 3e corps (GE) de l'armée allemande.

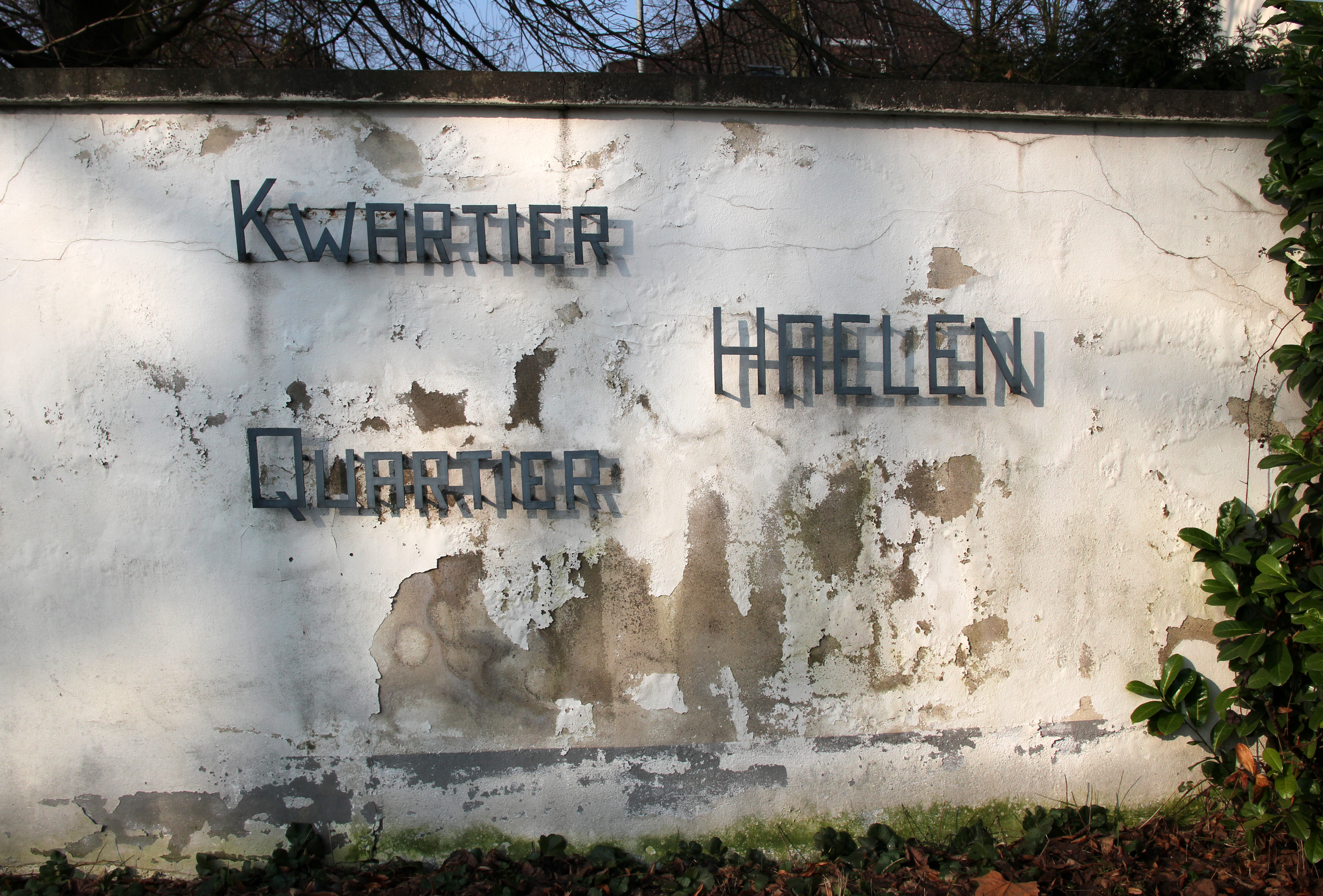
Caserne belge d'Haelen à Köln-Junkersdorf, Allemagne

Pendant la guerre froide, il sert d'abord d'armée d'occupation en Allemagne, puis fait partie du Northern Army Group de l'OTAN (NORTHAG). Le quartier général du corps est initialement établi à Yser Caserne, Lüdenscheid, le 15 octobre 1946. Le général de corps d'armée Jean-Baptiste Piron prend le commandement en novembre 1946. En 1948, le quartier général du corps déménage dans la caserne d'Haelen à Lindenthal (de), à Cologne.
Lors de l'exercice Battle Royal en septembre 1954, le corps est composé de la 1re division d'infanterie et de la 16e division blindée avec la 1re brigade canadienne et la 46e brigade de parachutistes (16e division aéroportée (en)).
Les 14e et 20e bataillons d'artillerie du corps sont soutenus par le 4e détachement d'artillerie de campagne de l'armée américaine.  Le détachement est installé avec les bataillons belges dans des quartiers situés en face de la caserne belge de Houthulst, à Werl, en Allemagne de l'Ouest.
En 1960, les 1re et 16e divisions sont transformées en divisions mécanisées de type « Landcent ». Cette année-là, la 1re division à Bensberg se compose de :
- 1re brigade d'infanterie (Siegen),
- 7e brigade d'infanterie (Spich),
- 18e brigade mécanisée (Euskirchen),

La 16e division blindée est composée de
- 17e brigade mécanisée (Duren),
- 16e brigade mécanisée (Ludenscheid),
- 4e brigade d'infanterie (Soest)[4].

En 1966, la force active de l'armée belge est mécanisée, et la force est réduite à deux divisions à deux brigades en service actif (en 1985, la 16e en Allemagne avec la 4e brigade mécanisée à Soest et la 17e brigade blindée à Siegen, et la 1re en Belgique avec la 1re brigade mécanisée à Bourg Léopold et la 7e brigade mécanisée à Marche, dans la région des Ardennes). En 1985, il y a également deux brigades de réserve, la 10e brigade mécanisée et la 12e brigade motorisée.
En 1995, le corps fusionne avec la 1re division mécanisée et la brigade paracommando pour devenir la « Force d'intervention ». Le quartier général du corps est transféré d'Allemagne en Belgique en 1996.